# الرومانية الكاثوليكية في اليابان

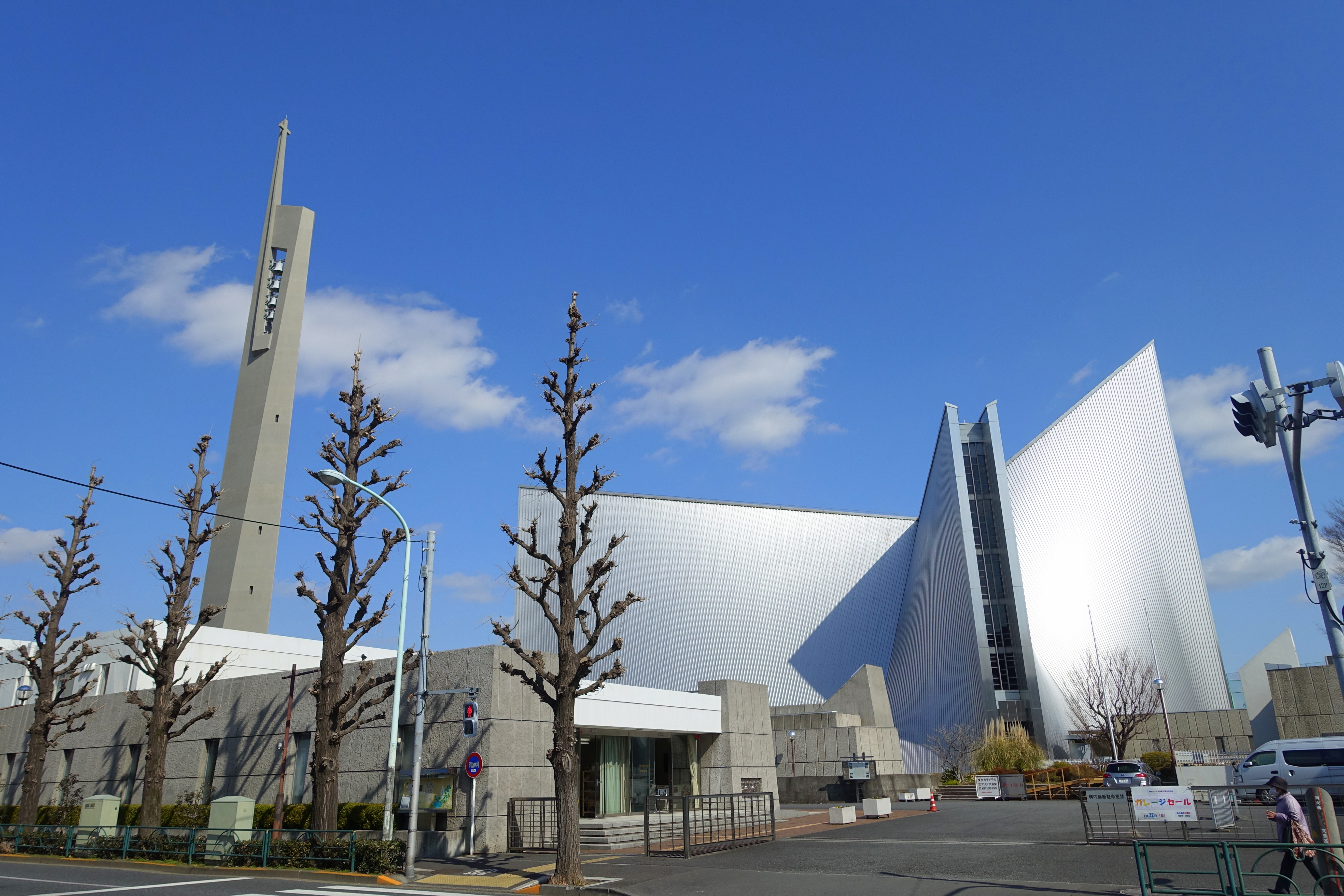
كاتدرائية القديسة مريم الكاثوليكيَّة في مدينة طوكيو.

الكنيسة الكاثوليكية اليابانية هي جزء من الكنيسة الكاثوليكية العالمية في ظل القيادة الروحية للبابا في روما ومجلس الأساقفة الياباني. تصل أعداد الكاثوليك إلى حوالي 509,000 ويتوزعون في ستة عشرة أبرشية في اليابان. رعاة البلاد حسب التقاليد الكاثوليكية هم القديسين فرنسيس كسفاريوس وبطرس المعمدان.
وصلت الكاثوليكية إلى اليابان في منتصف القرن السادس عشر، وكان المذهب الكاثوليكي أولى المذاهب المسيحية المعروفة في اليابان، والمصدر الرئيسي التنصيري الوحيد في اليابان حتى سقوط شوغن واستعادة ميجي. دخلت المسيحية في البداية من قِبل المبشرين اليسوعيين، وانضم في وقت لاحق اليهم الفرنسيسكان. في عام 1570 كان هناك عشرين مبشّر كاثوليكي في اليابان، الأكثر شهرة منهم كان فرنسيس كسفاريوس الذي وصل في عام 1549 ليكون أول من يدخل المسيحية إليها بشكل نظامي من خلال إقامته في هيرادو، وياماغوتشي، وبونغو.
أضحت ناغاساكي مركز الكاثوليكية اليابانية، وحافظت على علاقات وثيقة وثقافية ودينية مع أصولها البرتغالية. قطعت هذه العلاقات مرة واحدة عندما تم حظر المسيحية، وفي هذه النقطة، ذهب الكاثوليك للممارسة المسيحية تحت الأرض، الطقوس التي يرعاها الكاكوري كيريشتيان، أو "المسيحيين الخفيين"، الذين واصلوا ممارسة شعائر دينهم في السر. وقتل بعض الكاثوليك اليابانيين بسبب إيمانهم، وبذلك أصبحوا شهداء وفقًا للمعتقدات الكاثوليكية. وقد طُوّب العديد من هؤلاء الشهداء من قبل الكنيسة، وأقيم نصب تذكاري عالمي في 6 فبراير من كل عام لذكرى شهداء ناغاساكي.
في عام 1981، قام البابا يوحنا بولس الثاني بزيارة إلى اليابان، التقى خلالها مع الشعب الياباني، ورجال الدين، والعلمانيين الكاثوليك، وأقام قداس في استاد كوراكوين في مدينة طوكيو، وزار متنزه السلام التذكاري في هيروشيما. وتملك الكنيسة الكاثوليكية شبكة واسعة من المدارس الكاثوليكية، الجامعات والكليّات واحد أبرز الجامعات الكاثوليكية في البلاد جامعة صوفيا المرموقة.